# Mashup!音王MUSIO
『mashup!音王MUSIO』（マッシュアップ ミュージオ）は、一部のフジテレビ系列局ほかで放送されていた仙台放送制作の音楽番組である。全94回。制作局の仙台放送では2007年5月7日から2009年3月22日まで放送。
MCとアシスタントの2人でのトーク、ゲストのミュージシャンとのトーク、およびプロモーションビデオを構成要素としていたが、トーク番組の形態に近い。
2009年1月11日放送分をもってタイトルを『mashup!音王MUSIO neo』（マッシュアップ ミュージオ ネオ）に改め、レギュラー陣の総入れ替えを行ったものの、それからわずか2か月で番組は終了した。

## 出演者

### レギュラー
- 桜塚やっくん（MC、1回 - 83回）
- 白鳥百合子（アシスタント、1回 - 10回。10回の「緊急集会」以降降板）
- 齊藤夢愛（アシスタント、14回 - 45回）
- 加藤夏希（アシスタント、46回 - 83回）
- アンジャッシュ（MC、84回 - 94回）
- 谷桃子（アシスタント、84回 - 94回）

CGキャラクターの「μ」（ミュー）が、番組のナビゲータとされており、オープニングのCGアニメーションと番組中のスーパーインポーズに登場する。また、デジタル放送ではPV再生中、画面の両サイドに左右対称で登場する（アナログ放送では比率から外れるので表示されない）。番組の最後に桜塚が「バイバイ」「またな!」と言うのに合わせて、「μ」もスーパーで桜塚の「またな!」のポーズをとる。
白鳥は「μ」と同じコスチューム、桜塚は「スケバン恐子」の衣装で出演。

### ナレーター
- 白鳥百合子（1回 - 9回）
- 水上明子（当時仙台放送アナウンサー、10回 - 13回）
- 齊藤夢愛（14回 - 20回）
- 板垣龍佑（仙台放送アナウンサー、21回 - ）

### ゲスト
以下、放送日は制作局の記載に従う。
| 回       | 放送日時 | ゲスト                           | 特記事項 |
| -------- | -------- | -------------------------------- | --- |
| 2007年度 |          |                                  | |
| 1        | 5月7日   | CHEMISTRY                        | |
| 2        | 5月14日  | CHEMISTRY                        | |
| 3        | 5月21日  | 安倍なつみ                       | |
| 4        | 5月28日  | 中川翔子                         | 「目標は紅白出場」と宣言。年末に現実のものとなる。 PVコメント：V6、アンダーグラフ                                                                                          |
| 5        | 6月4日   | 吉川晃司                         | 「活き話」（いきなし）のトークテーマ数を5から3に変更 「桜塚突撃隊」のゲスト：リア・ディゾン                                                                                |
| 6        | 6月11日  | 島谷ひとみ                       | 「桜塚突撃隊」のゲスト：リア・ディゾン PVコメント：関ジャニ∞、ヴァネス・ウー                                                                                               |
| 7        | 6月18日  | 河村隆一                         | PVコメント：倖田來未、山田優 |
| 8        | 6月25日  | Sowelu                           | PVコメント：上戸彩 |
| 9        | 7月9日   | Berryz工房                       | Berryz工房を代表して、徳永千奈美、夏焼雅、菅谷梨沙子が出演 PVコメント：w-inds.                                                                                             |
| 10       | 7月17日  | 鈴木亜美                         | 「緊急集会」を白鳥が欠席 PVコメント：ELT、GOLF&MIKE |
| 11       | 7月24日  | 風味堂                           | この回以降、白鳥が降板 （以降、"Special Thanks" としてクレジット） 桜塚1人がレギュラー出演                                                                                 |
| 12       | 7月30日  | SEAMO COLOR                      | 「トークスペシャル」として「緊急集会」を2本放送 |
| 13       | 8月6日   | いきものがかり                   | |
|          |          |                                  | |
| 14       | 8月13日  | 後藤真希                         | 齊藤夢愛がアシスタントとなる モーニング娘。誕生10年記念隊を代表して後藤真希が出演 エンディング以外のPVがモーニング娘。と後藤真希のみ                                       |
| 15       | 8月20日  | ナナムジカ HIGH and MIGHTY COLOR | 「トークスペシャル」として「緊急集会」を2本放送 HIGH and MIGHTY COLORを代表して、マーキーとユウスケが出演 PVコメント：愛内里菜                                             |
| 16       | 8月27日  | EXILE Dreamers                   | 「トークスペシャル」として「緊急集会」を2本放送 EXILEを代表してUSAが出演 （USAは桜塚と小中の同級生で、同じサッカー部） Dreamersを代表してJONTEが出演 PVコメント：Che'Nelle |
| 17       | 9月3日   | 山田優                           | 第7回のPVコメントで、ゲスト出演希望の発言をしていた山田優が出演 |
| 18       | 9月10日  | チャットモンチー ET-KING         | 「トークスペシャル」として「緊急集会」を2本放送 ET-KINGはメンバー7名全員が出演した。 （テーブルと椅子をよけて、畳に座っての座談会となった）                                |
| 19       | 9月24日  | 加藤和樹 茉奈 佳奈               | 「トークスペシャル」として「緊急集会」を2本放送 クレジットタイトルに白鳥の笑顔の写真挿入開始                                                                               |
| 20       | 10月1日  | 上木彩矢                         | PVコメント：宇浦冴香 |
| 21       | 10月8日  | 高杉さと美                       | 「仙台放送大感謝まつり」での公開収録 オープニングで白鳥の等身大パネル写真が登場 初めてゲストの生歌を放送（2曲） 「桜塚突撃隊」で仙台牛タン焼きに桜塚が挑戦                 |
| 22       | 10月15日 | Chocolove from AKB48             | 「仙台放送大感謝まつり」での公開収録 「桜塚突撃隊」で仙台牛タン焼きに桜塚が挑戦 ゲストの生歌を2曲放送 PVコメント：doa                                                      |
| 23       | 10月22日 | TRF                              | TRFを代表してYU-KIとDJ KOOが出演 |
| 24       | 10月29日 | 中ノ森BAND かりゆし58            | 「トークスペシャル」として「緊急集会」を2本放送 PVコメント：ASIAN KUNG-FU GENERATION                                                                                       |
| 25       | 11月5日  | FUNKY MONKEY BABYS               | 音王NEWSでX JAPANのPV撮影模様を放送 DJケミカルが「ジャングル食い」を披露 PVコメント：w-inds.（2回目）                                                                      |
| 26       | 11月12日 | SoulJa                           | 山場CM前にナレーションと白鳥百合子の画像挿入開始 PVコメント：NEWS（手越祐也）                                                                                              |
| 27       | 11月19日 | RSP                              | RSPを代表してボーカルの2人（AiとSaki）が出演 「Sakiの愛のクッキング」（カレーパンをフライパンで焼く） PVコメント：新垣結衣、DOES                                           |
| 28       | 11月26日 | COLOR                            | 12回以来2回目の出演 |
| 29       | 12月3日  | SOUL'd OUT                       | 「忘年会スペシャル」 六本木のプールバーで収録 PVコメント：綾瀬はるか、関ジャニ∞、EXILE                                                                                     |
| 30       | 12月10日 | EXILE                            | 「忘年会スペシャル」 六本木のクラブで収録 |
| 31       | 12月17日 | EXILE                            | |
|          |          |                                  | |
| 32       | 1月7日   | 玉置成実                         | 収録スタジオを変更。スタジオセット一新。 |
| 33       | 1月14日  | 東方神起 JULEPS                  | |
| 34       | 1月21日  | デーモン小暮閣下                 | |
| 35       | 1月28日  | HOME MADE 家族 青山テルマ        | |
| 36       | 2月4日   | 雅                               | |
| 37       | 2月11日  | BEAT CRUSADERS                   | |
| 38       | 2月18日  | 大黒摩季 いきものがかり          | |
| 39       | 2月25日  | 高杉さと美                       | |
| 40       | 3月3日   | 三枝夕夏 IN db                   | |
| 41       | 3月10日  | JONTE ザ・ルーズドッグス         | |
| 42       | 3月17日  | Sowelu                           | |
| 43       | 3月24日  | 依布サラサ 鶴                    | |
| 44       | 3月31日  | 木村カエラ                       | |
| 45       | 4月7日   | 木村カエラ nobodyknows+          | 齊藤夢愛がアシスタント卒業。 |
| 2008年度 |          |                                  | |
| 46       | 4月13日  | モーニング娘。 ONE☆DRAFT         | アシスタントが加藤夏希に。 放送曜日が変更。 |
| 47       | 4月20日  |                                  | |
| 48       | 4月27日  |                                  | |
| 49       | 5月4日   |                                  | |
| 50       | 5月11日  |                                  | |
| 51       | 5月18日  |                                  | |
| 52       | 5月25日  |                                  | |
| 53       | 6月1日   |                                  | |
| 54       | 6月8日   |                                  | |
| 55       | 6月15日  |                                  | |
| 56       | 6月22日  |                                  | |
| 57       | 6月29日  |                                  | |
| 58       | 7月6日   |                                  | |
| 59       | 7月13日  |                                  | |
| 60       | 7月20日  |                                  | |
| 61       | 7月27日  |                                  | |
| 62       | 8月3日   |                                  | |
| 63       | 8月10日  |                                  | |
| 64       | 8月17日  |                                  | |
| 65       | 8月24日  |                                  | |
| 66       | 8月31日  |                                  | |
| 67       | 9月7日   |                                  | |
| 68       | 9月14日  |                                  | |
| 69       | 9月21日  |                                  | |
| 70       | 9月28日  |                                  | |
| 71       | 10月5日  |                                  | |
| 72       | 10月12日 |                                  | |
| 73       | 10月19日 |                                  | |
| 74       | 10月26日 |                                  | |
| 75       | 11月2日  | AKB48                            | AKB48からは、大島麻衣、前田敦子、秋元才加、大島優子、小野恵令奈の5人が出演(放送当時)。                                                                                     |
| 76       | 11月9日  |                                  | |
| 77       | 11月16日 | アイドリング!!!                  | アイドリング!!!からは、加藤沙耶香、遠藤舞、フォンチー、横山ルリカ、酒井瞳の5人が出演(放送当時)。                                                                           |
| 78       | 11月23日 |                                  | |
| 79       | 11月30日 |                                  | |
| 80       | 12月7日  |                                  | |
| 81       | 12月14日 |                                  | |
| 82       | 12月21日 |                                  | |
| 83       | 12月28日 |                                  | 桜塚やっくんがMCを、加藤夏希がアシスタントを卒業。 |
|          |          |                                  | |
| 84       | 1月11日  | 中川翔子 はるな愛 BRIGHT         | タイトルを改題。 アンジャッシュがMCに、谷桃子がアシスタントになる。 |
| 85       | 1月18日  | Buono! AAA                       | |
| 86       | 1月25日  | 渡り廊下走り隊 FLOW              | |
| 87       | 2月1日   | 石井竜也 GOING UNDER GROUND      | |
| 88       | 2月8日   | 大黒摩季 ℃-ute                   | |
| 89       | 2月15日  | モーニング娘。 INFLAVA 福井舞    | |
| 90       | 2月22日  | SoulJa 辻詩音 Kenny              | |

## 主なコーナー
オープニングトークとエンディングトーク、および、ゲストが出演する『音王MUSIO 緊急集会』はレギュラーコーナー。それ以外は、毎回コーナーの組み合わせが異なる。
- オープニングトーク
  - 桜塚の自己紹介で始まる冒頭部のBGMは、布袋寅泰の「BATTLE WITHOUT HONOR OR HUMANITY」
  - オープニング最後のタイトルコールの後、齊藤の一言に対して桜塚がツッコミを入れる間のBGMは、倖田來未の「キューティーハニー」
- 『音王MUSIO 緊急集会』
  - ゲストとのフリートーク
  - ゲストとのテーマトーク：「活き話3」（いきなしスリー）（4回までは「活き話5」）
  - ゲストのPV集
- 『桜塚やっくんになんでもYeah!』（やっくんの恋愛相談。ゲストのコメントがある場合も）
- 『桜塚突撃隊』（スタジオ外のロケと出演者のPV）
- 『音王MUSIO リコメンド』（テーマに沿ったPV集。ミュージシャンのコメントが付く場合も）
- 『MUSI推し』（ミュジオシ）（ミュージシャンのコメント付きPV）
- 『音王MUSIO NEWS』（ミュージシャンのワイドショー会見の様子とPV）
- 『音王MUSIO ランキング』
- エンディングトーク

番組のオープニング、『MUSI推し』、『音王MUSIO NEWS』、『音王MUSIO リコメンド』、エンディングは、ゲストなしでレギュラーの2人が行う。このとき、自然発生的に恒例となったコーナーがある。
- 「白鳥百合子の宮城弁講座」
  - オープニング最後のタイトルコールの後、宮城県出身の白鳥が宮城弁（仙台弁）を一言入れ、それに桜塚がツッコミを入れる。白鳥が方言の解説をしている時のBGMには、テレビアニメ『うる星やつら』の主題歌だった「ラムのラブソング」が毎回用いられている。これは、ヒロインのラムが話す「ラム語」の文末の「〜だっちゃ」が、仙台弁由来であることに因む。
    - 白鳥が発言した仙台弁：「〜だっちゃ」「見てけさいん」「いぎなしおもしぇがら見てけさいん」「おだつもっこーっ!!!」
- 「音王劇場」
  - 女優をしている白鳥が一人芝居（エアー女優）をし、桜塚やっくんがツッコミを入れる。
  - 第10回では、鈴木亜美がマネージャー役、桜塚が先輩役となり、鈴木が桜塚に告白する寸劇が行われた。

## 放送

### レギュラー番組
定期的に放送
- 宮城県・仙台放送：2007年5月7日 - 
  - 1回 - 45回：毎週月曜 24:45 - 25:15 （毎週火曜 0:45 - 1:15）
※24:40、24:55、25:00、25:05、25:10スタートの場合あり
※10回と11回のみ火曜深夜
  - 46回 - ：毎週日曜 24:35 - 25:05 （毎週月曜 0:35 - 1:05）
※25:05スタートの場合あり
- 秋田県・秋田テレビ：2008年7月3日 - 
  - 毎週日曜 25:20 - 25:50 （月曜 1:20 - 1:50）
木曜 25:35 - 26:05 （金曜 1:35 - 2:05）を経て、同年10月12日から上記時間帯で放送。
- 山形県・さくらんぼテレビジョン：2007年12月14日 - （27回 - ）
  - 毎週金曜 26:10 - 26:40 （土曜 2:10 - 2:40）
- 福島県・福島テレビ：2008年4月1日 - （41回 - ）
  - 毎週火曜 25:05 - 26:35 （水曜 1:05 - 1:35）
- 静岡県・テレビ静岡：2007年10月9日 - （20回 - ）
  - 毎週木曜 26:55 - 27:25 （金曜 2:55 - 3:25）
- 大分県・テレビ大分：2008年4月10日 - （42回 - ）
  - 毎週木曜 25:59 - 26:29 （金曜 2:59 - 2:29）

不定期放送
- 富山県・富山テレビ放送
  - 2008年4月に44回と45回のみ放送
- 京都府・京都放送
  - 2008年3月 - 4月?
- 兵庫県・サンテレビジョン
  - 毎週日曜 12:30 - 13:00 （2008年1月頃? - 3月）
- 高知県・高知さんさんテレビ：

2007年10月2日 24:40 （17回）、10月13日 25:15 （19回）、10月20日 25:25 （20回）

### 特別番組
- mashup!音王MUSIOリミっくす（第1クールの総集編）
  - 宮城県・仙台放送：2007年7月21日（土） 14:30 - 16:00

### 公開収録
- 仙台放送大感謝まつり：2007年9月29日、仙台市・勾当台公園市民広場
  - 第一部（14:00 - ）ゲスト：高杉さと美。ミニライブ：「旅人」「百恋歌」
  - 第二部（16:00 - ）ゲスト：Chocolove from AKB48。ミニライブ：「彼のキッチン」「メールの涙」

#### 関連イベント
- 我音王（がおう）（仙台放送大感謝まつり：2007年9月30日、仙台市・勾当台公園市民広場）
  - 出演：Swedish Groove、吉田アコーディオン、イケメン'ズ、閃雷
  - 特別出演：ジェイク・シマブクロ、ブルース・シマブクロ

## DVD
- 白鳥百合子vs桜塚やっくん「mashup!音王MUSIO maniaXXX」（2008年9月10日） - 未公開映像も含め、初期放映分のトーク部分などで構成されたもの（約104分）。仙台放送web SHOP、同局内“カフェアゴラ”、仙台市内の主な書店の他、HMV、amazon.co.jp、紀伊國屋書店などの通販サイト、および石丸電気、書泉などの店頭でも販売。

## その他
- 東京支社での制作のため、収録は東京のスタジオで行われた。
- CGを含む編集作業は、番組制作会社に丸投げせずに仙台放送のスタッフが直接行っていた。
- オープニング曲は、Northern19の「Never Again」。